# Ranutovac
Ranutovac (cyr. Ранутовац) – wieś w Serbii, w okręgu pczyńskim, w mieście Vranje. W 2011 roku liczyła 460 mieszkańców.